# Douglasshütte
Die Douglasshütte (früher auch Douglaßhütte oder Lünerseehütte) ist eine Berghütte der illwerke vkw in Vorarlberg. Sie liegt auf 1979 m ü. A. in der Gemeinde Vandans am Lünersee und ist an die Bergstation der Lünerseebahn angebaut. Ihr Gastronomiebereich ist von der Bergstation aus barrierefrei zu erreichen. Die nicht mit Straßenfahrzeugen zu erreichende Hütte mit der Anschrift Lünersee 210 a, 6773 Vandans ist ein Vertragshaus des Österreichischen Alpenvereins (ÖAV).

## Geschichte

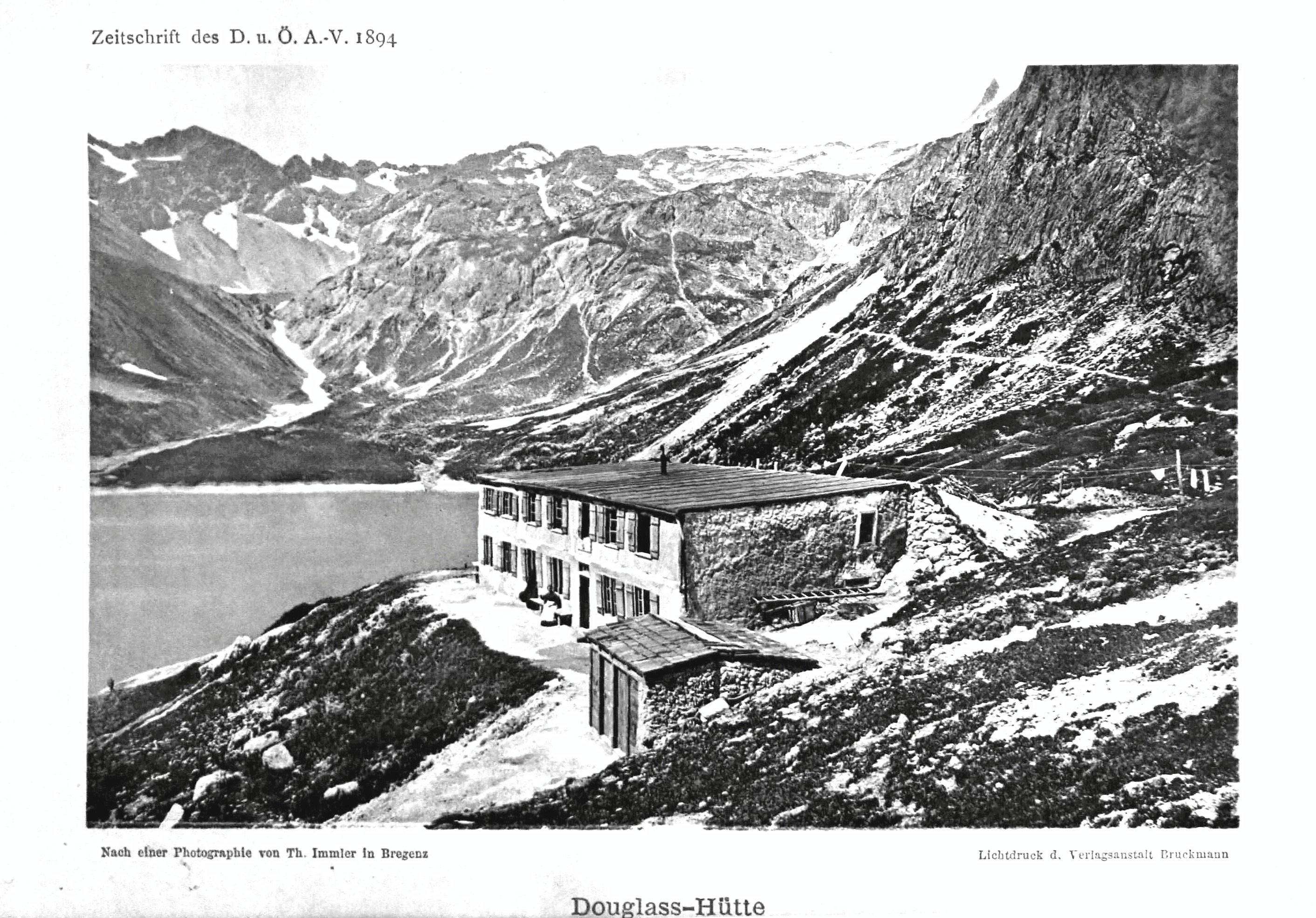
Douglasshütte um 1894

Die erste, auf der im Lünersee liegenden Halbinsel gebaute Douglasshütte wurde als (7,6 auf 5,7 Meter messende) Lünerseehütte von einem Privatmann mit Unterstützung des Alpenvereins erbaut. Sie wurde am 28. August 1871 im Beisein von John Sholto Douglass, einem Vorarlberger Industriellen schottischer Abstammung, Naturforscher und Mitgründer des Vorarlberger Alpenvereins, als eine der ersten bewirtschafteten Schutzhütten der Ostalpen eröffnet. 1875 wurde sie nach ihm benannt. 
Dieses Gebäude wurde im Winter 1876/77 durch eine Staublawine zerstört. Der Wiederaufbau überforderte den privaten Betreiber finanziell, so dass der Alpenverein das Haus übernahm. Der (lawinengesicherte) Neubau, rohbaulich Anfang September 1877 fertiggestellt, wurde mehrfach erweitert und war wirtschaftlich äußerst erfolgreich. Im Winter 1880/81 beschädigte eine Lawine das Gebäude erneut. Daraufhin wurde eine Schutzmauer vor ihm errichtet.
Der auf 1969 m ü. A. liegende Platz jener Hütte wurde beim ersten Vollstau des Lünersees 1959 geflutet, das Gebäude zuvor abgetragen. Eine Erinnerungstafel befindet sich nahe dem ehemaligen Standort dieser Hütte. 1960 wurde die heutige Hütte als Ersatzbau auf einem etwas höheren und vor Lawinen geschützten Platz auf dem Seebord, einem Felsriegel, der den Lünersee nach Norden begrenzt, eröffnet. 
Bis zum Verkauf des Hauses durch die Sektion Vorarlberg des Österreichischen Alpenvereins an die Vorarlberger Illwerke im Jahr 2009 war in der Douglasshütte auch ein Winterraum vorhanden. 
Das Haus ist üblicherweise ab ca. Mitte/Ende Mai bis ca. Mitte Oktober bewirtschaftet. Während der Bewirtschaftungszeiten ist die Seilbahn in Betrieb. Deren Talstation wird dann mit der Buslinie 580 des Verkehrsverbundes Vorarlberg ab dem Bahnhof Bludenz angefahren.

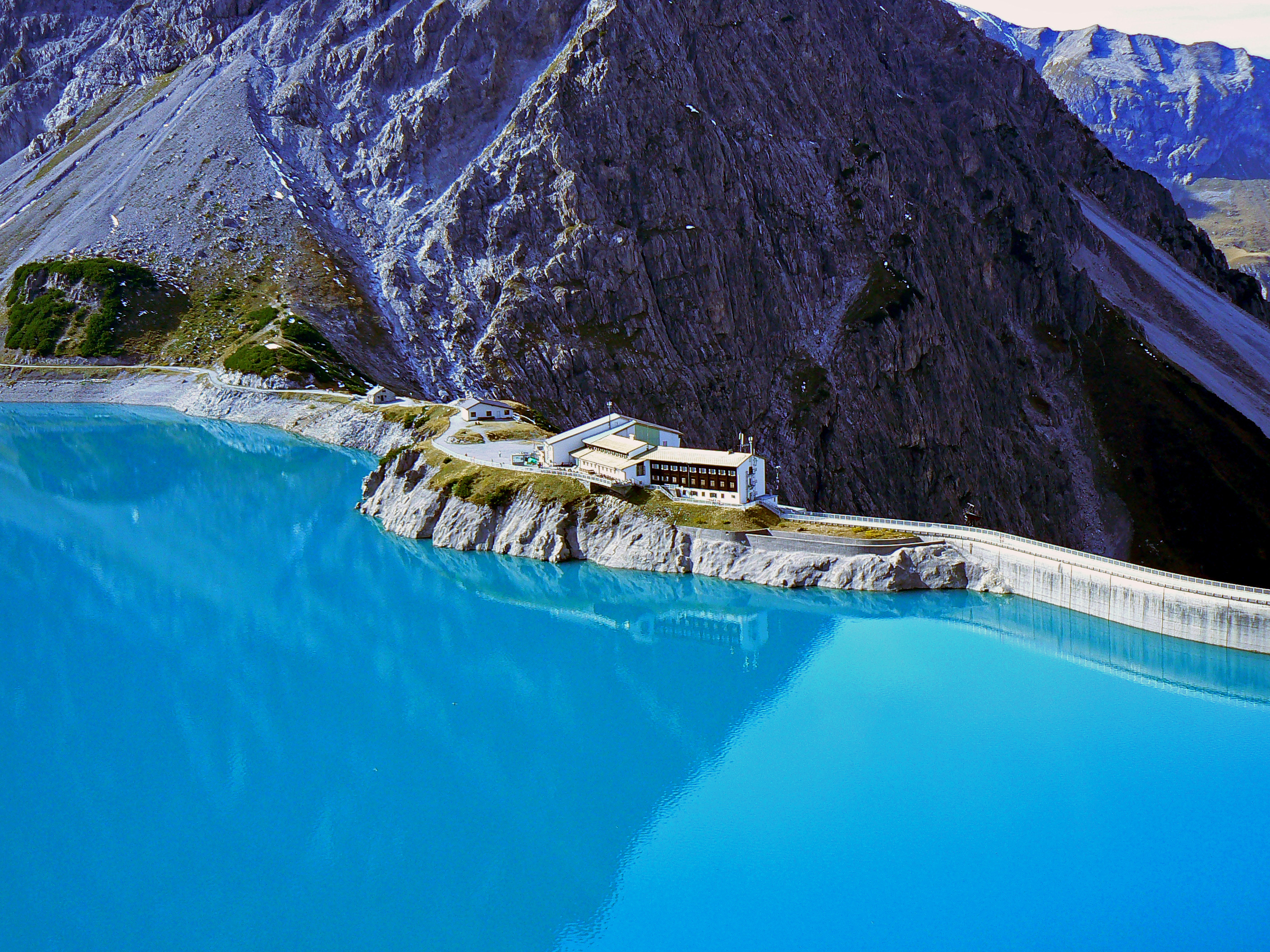
Douglasshütte auf dem Seebord und Lünersee

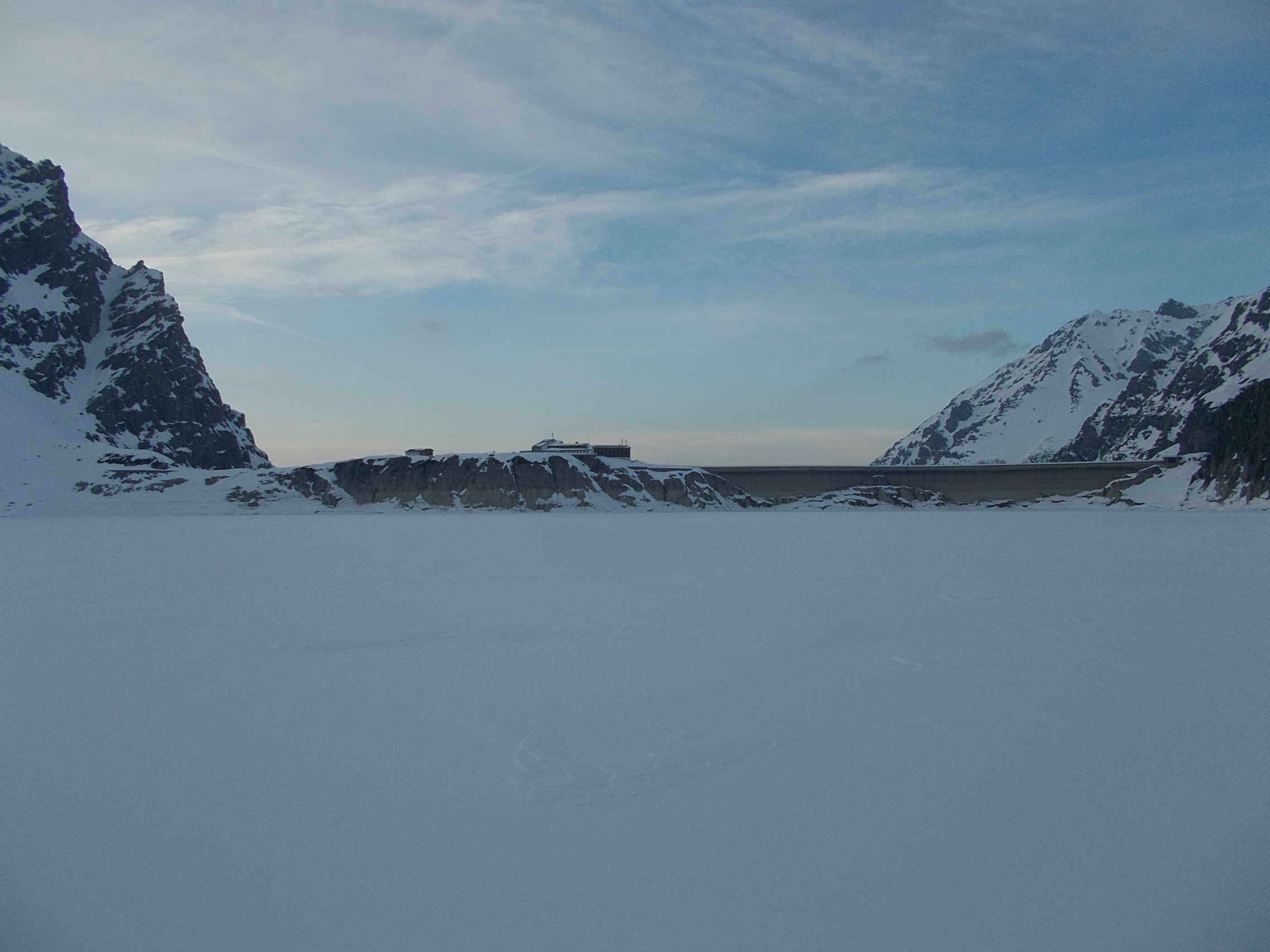
Zugefrorener Lünersee mit Niedrigwasser und Blick auf Staumauer, Seilbahnstation und Douglasshütte

## Zustieg
- Lünerseebahn
- Brand Schattenlagant über den Weg Böser Tritt, ca. 1,5 Stunden, im mittleren Abschnitt steinschlaggefährdet

Die Hütte ist auch ein Stützpunkt am Zentralalpenweg, einem österreichischen Weitwanderweg.

## Übergänge
- Heinrich-Hueter-Hütte über Saulajoch ca. 2 Stunden, über Lünerkrinne 2,5 Stunden
- Sarotlahütte, ca. 4 Stunden
- Totalphütte, ca. 1,5 Stunden
- Lindauer Hütte, ca. 4 Stunden
- Mannheimer Hütte, ca. 4 Stunden
- Schesaplanahütte, ca. 3,5 Stunden

## Weblinks

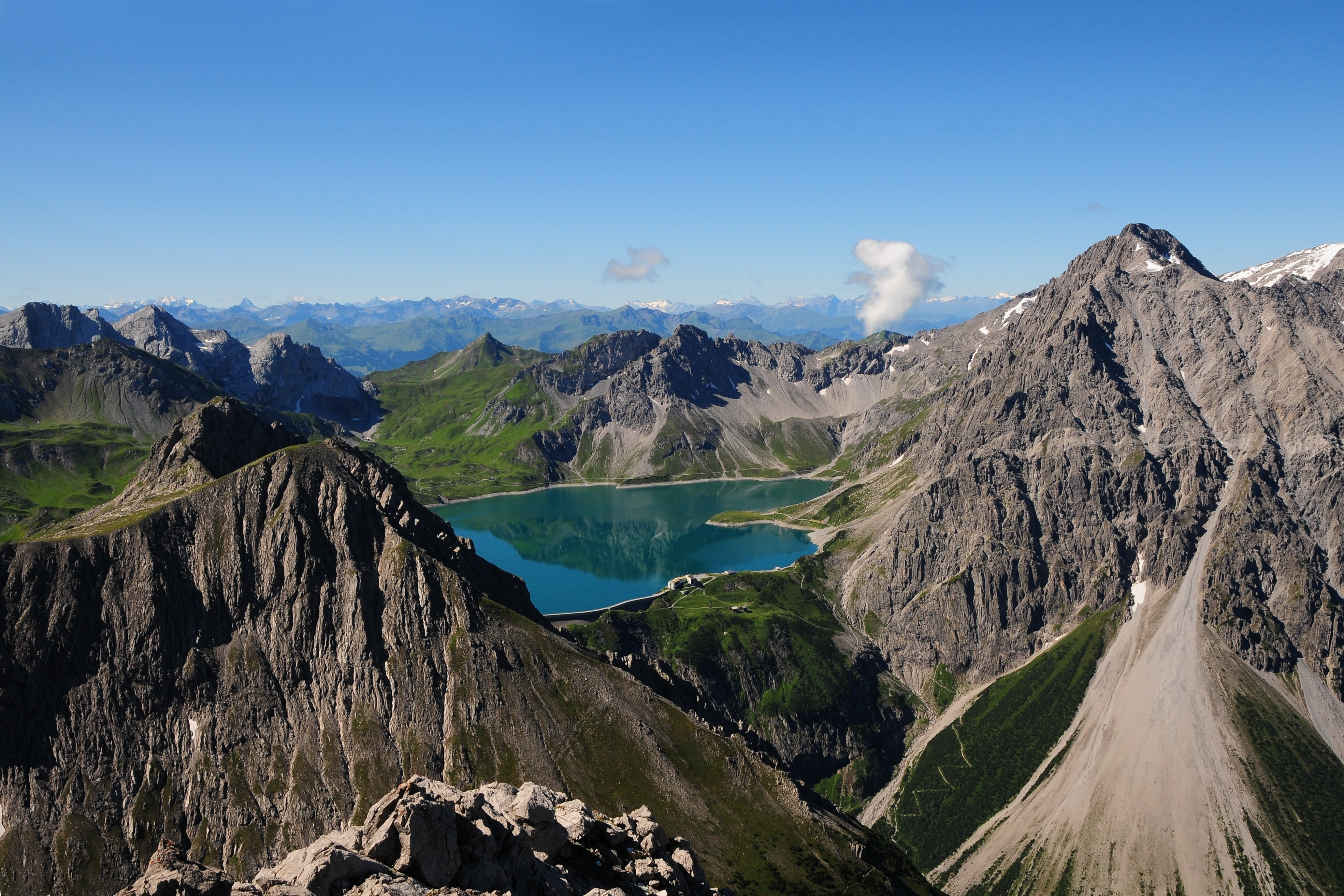
Auf der in den Lünersee ragenden Halbinsel stand die alte Douglasshütte.

## Gipfel
- Schesaplana (2965 m), Gehzeit ca. 3,5 Stunden
- Saulakopf (2517 m), Gehzeit ca. 2,5 Stunden
- Südlicher Schafgafall (2414 m), Gehzeit ca. 1,5 Stunden
- Kirchlispitze (2551 m), Gehzeit ca. 3 Stunden